# Robert Gould
Robert Gould (às vezes creditado Bob Gould) é um decorador de arte de cinema estadunidense. Foi indicado ao Oscar de melhor direção de arte na edição de 2004 pela realização da obra Master and Commander: The Far Side of the World (2003), ao lado de William Sandell.